# Diego Héctor Garay
Pour les articles homonymes, voir Garay.
Diego Héctor Garay est un joueur de football argentin né le 1er février 1975 à San Francisco (province de Córdoba) en Argentine. Il était milieu offensif.
Il a été impliqué dans l'affaire des faux passeports.